# Kunhegyes
Kunhegyes è una città di 7.977 abitanti situata nella contea di Jász-Nagykun-Szolnok, nell'Ungheria centro-orientale.
Nel 2001 ha ospitato un'edizione dei campionati del mondo di pesca al colpo per categorie Ragazzi (Under 14) e Juniores (Under 18) vinte rispettivamente da Ungheria, davanti a Italia e Repubblica Ceca e da Polonia, davanti a Ungheria e Italia.

## Amministrazione

### Gemellaggi
- Baia Sprie, Romania
- Rimavské Janovce, Slovacchia
- Feketić, Serbia
- Mali Iđoš, Serbia
- Szerzyny, Polonia
- Siegen, Germania
- Tășnad, Romania